# Sury
Sury ist eine französische Gemeinde mit 95 Einwohnern (Stand: 1. Januar 2022) im Département Ardennes in der Region Grand Est (vor 2016 Champagne-Ardenne); sie gehört zum Arrondissement Charleville-Mézières und zum Kanton Rocroi.

## Geographie
Sury liegt etwa zwölf Kilometer westsüdwestlich von Charleville-Mézières. Umgeben wird Sury von den Nachbargemeinden Haudrecy im Norden, Belval im Osten, This im Osten und Süden sowie Saint-Marcel im Westen.

## Bevölkerungsentwicklung
| Jahr                       | 1962 | 1968 | 1975 | 1982 | 1990 | 1999 | 2006 | 2011 | 2019 |
| Einwohner                  | 60   | 59   | 64   | 123  | 130  | 114  | 103  | 98   | 110  |
| Quellen: Cassini und INSEE |      |      |      |      |      |      |      |      |      |

## Sehenswürdigkeiten

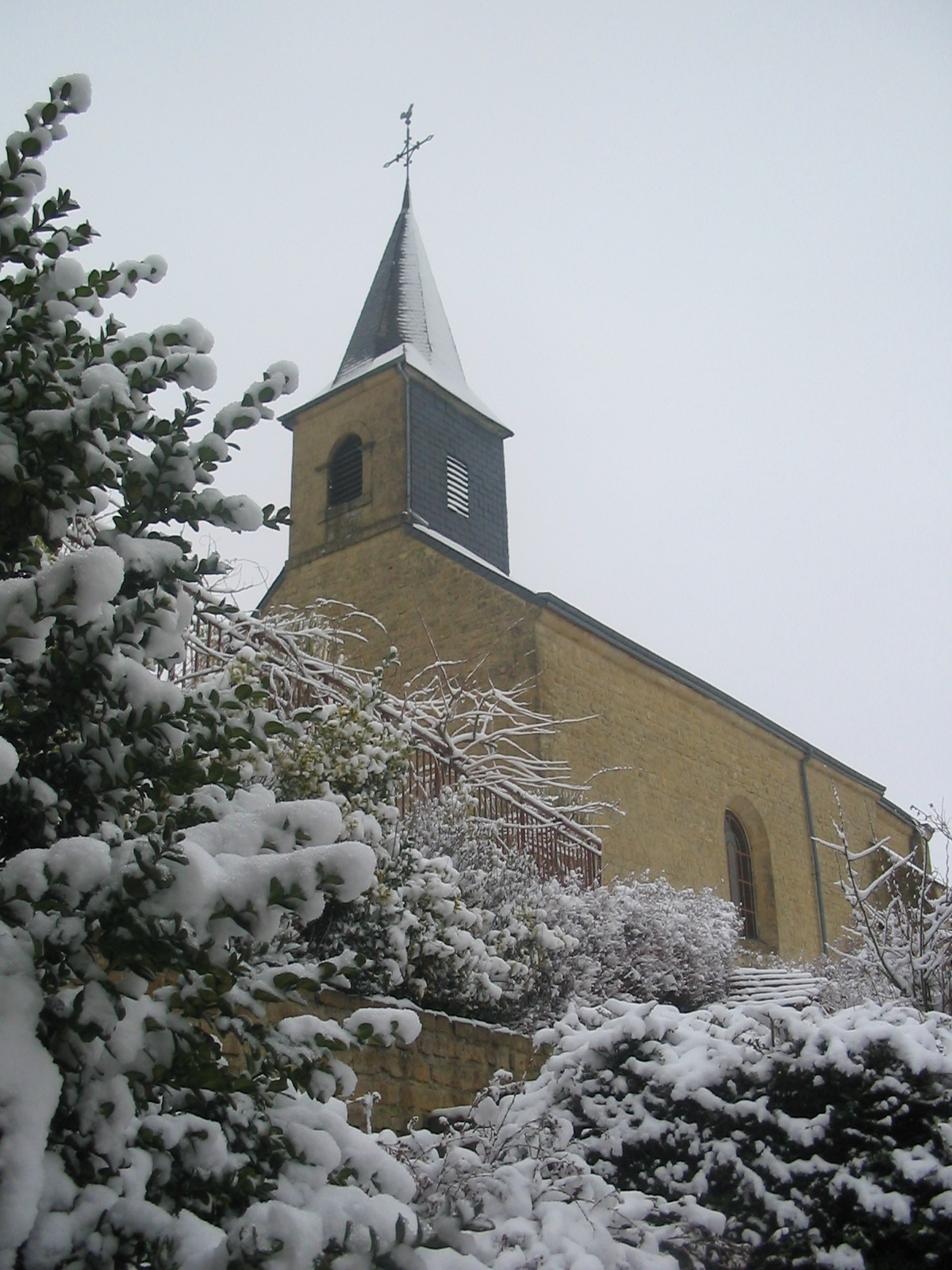
Kirche Saint-Brice

- Kirche Saint-Brice